# Düsseldorfer Marionetten-Theater

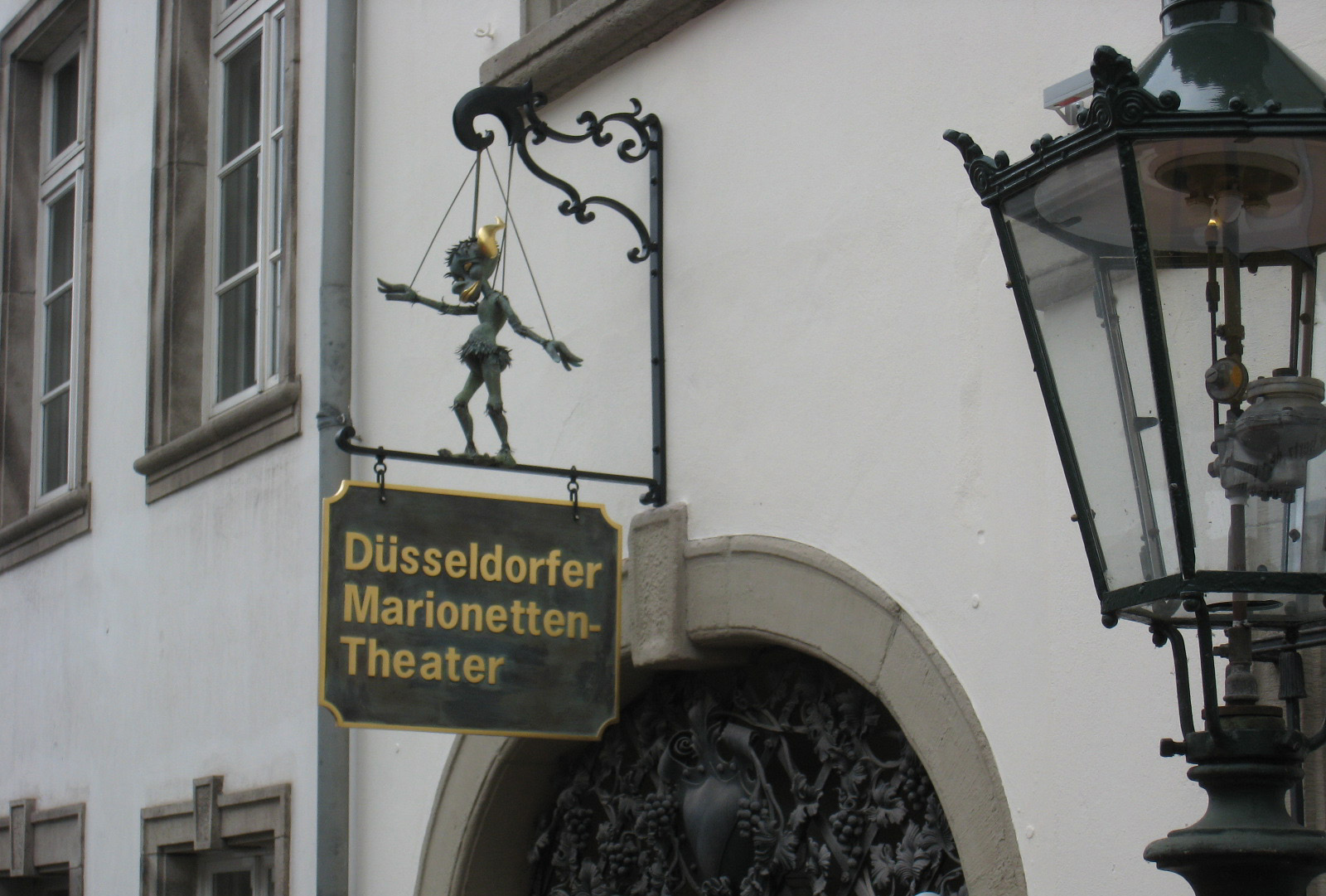
Tordurchgang Palais Wittgenstein mit Theaterschild und Figur Puck
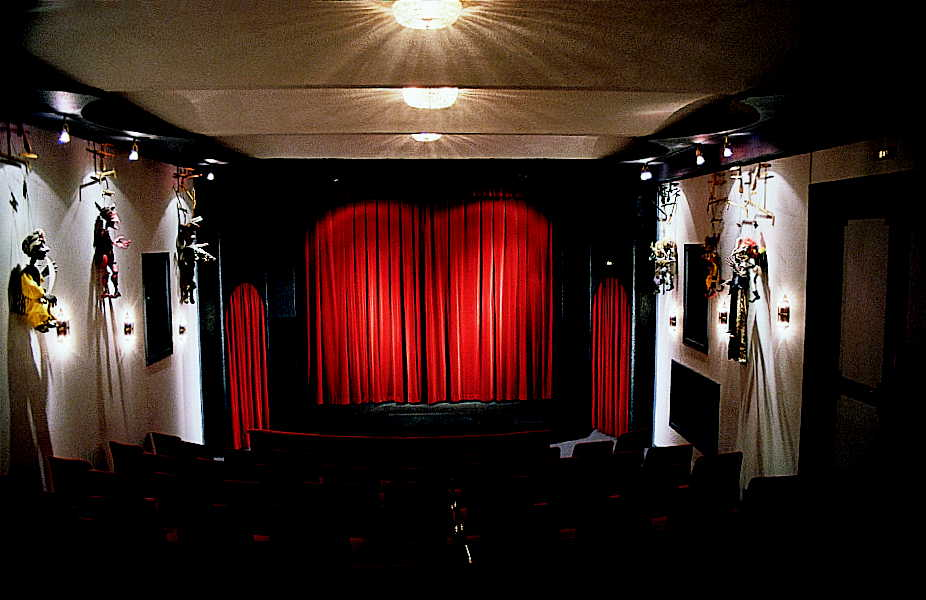
Der Theatersaal

Das Düsseldorfer Marionetten-Theater befindet sich im Palais Wittgenstein, Bilker Straße 7, in Düsseldorf. Das kleine Theater bietet 90 Besuchern Platz und bietet ein Programm aus Märchen, Dramen, Fabeln sowie klassischem und modernem Musiktheater, das sich an Erwachsene und Kinder ab acht Jahren richtet. Einen Schwerpunkt im Repertoire bildet das Werk Michael Endes, dessen „satanarchäolügenialkohöllischer Wunschpunsch“ schon über 1.000 Vorstellungen erreicht hat.
Das professionelle, fünfköpfige Spielerensemble bewegt in den meisten Aufführungen unsichtbar von drei Führungsbrücken aus die an bis zu zwei Meter langen Fäden aufgeschnürten Marionetten. In einigen Stücken stehen die Puppenspieler mit ihren an kurzen Fäden geführten Figuren sichtbar auf der Bühne. Je nach dramaturgischer Notwendigkeit werden auch Tischfiguren, Schatten-, Flach- oder Stabfiguren, zuweilen auch der Mensch in Maske und Kostüm eingesetzt. Alles, was auf der Bühne zu sehen ist, entsteht weitgehend in den Werkstätten des Theaters nach Entwürfen des künstlerischen Leiters Anton Bachleitner, der selbst auch die Bildhauerarbeiten ausführt.
Das Düsseldorfer Marionetten-Theater wird von der Landeshauptstadt Düsseldorf und vom Ministerpräsidenten des Landes Nordrhein-Westfalen gefördert und ist Mitglied bei der Weltorganisation der Puppenspieler UNIMA sowie beim Verband Deutscher Puppentheater e. V.

## Repertoire

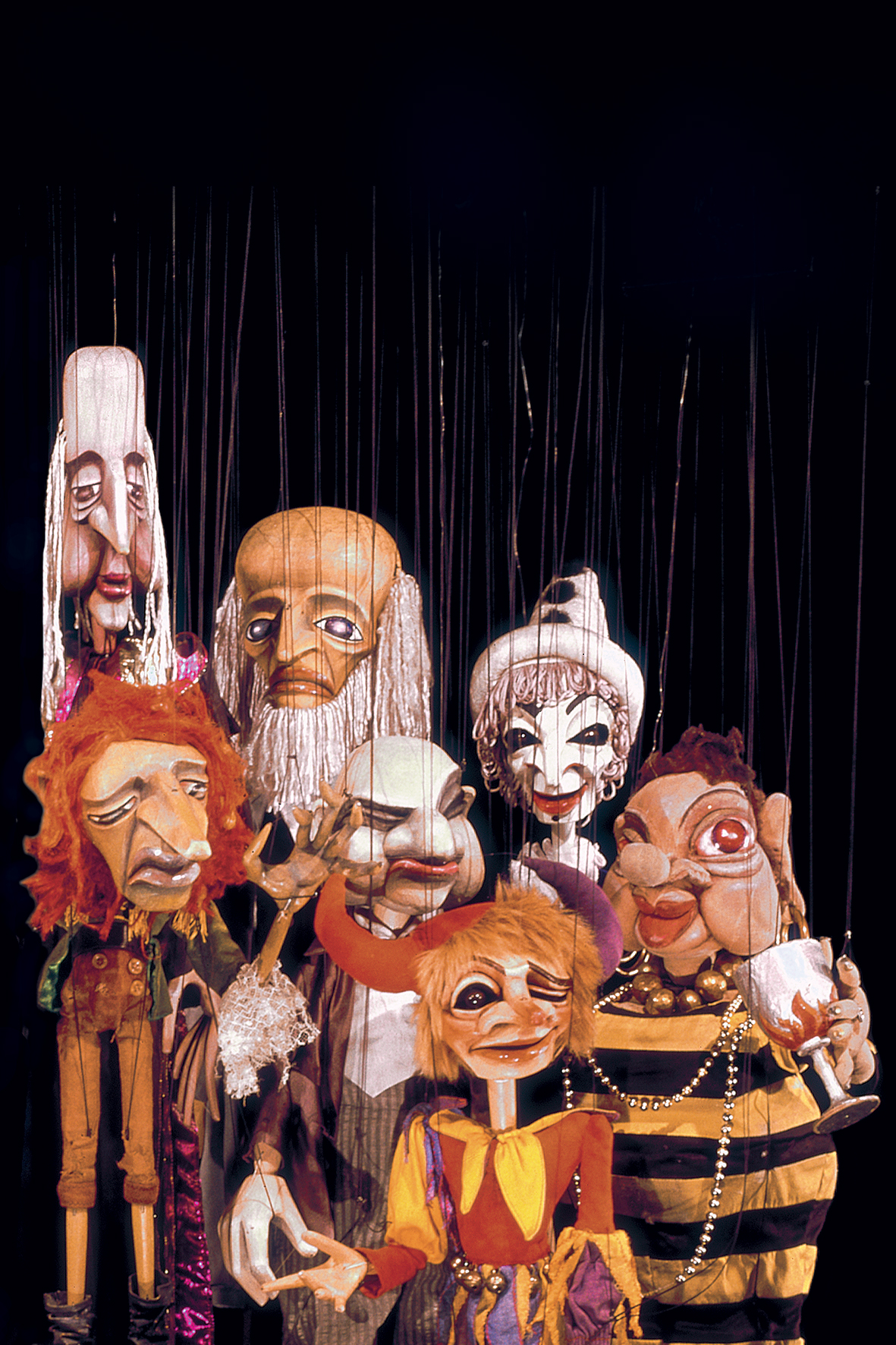
Figuren aus verschiedenen Inszenierungen

Das Repertoire des Düsseldorfer Marionetten-Theaters umfasst aktuell 22 abendfüllende Inszenierungen:
- „Fantasius Pan“ oder der Puppenspieler und sein fantastisches Märchen nach einer Idee von Anton Bachleitner (1981)
- „Norbert Nackendick“, zwei musikalische Fabeln von Michael Ende und Wilfried Hiller (1982)
- „Krabat“ nach dem gleichnamigen Roman von Otfried Preußler (1983)
- „Strawinsky“, ein Ballettabend mit Petruschka und Die Geschichte vom Soldaten von Igor Strawinsky (1984)
- „Sternstunde“ nach einer Idee von Anton Bachleitner mit Musik von Christian Roderburg (1985)
- „Klein Zaches, genannt Zinnober“ frei nach E. T. A. Hoffmann von Susanne Kröber (1986)
- „Faust – ein Traum“, ein Marionettenspiel von Susanne Kröber (1987)
- „Die Zauberflöte“, Oper von Wolfgang Amadeus Mozart, Libretto von Emanuel Schikaneder (1988)
- „Der Golem“ von Susanne Kröber frei nach Gustav Meyrink (1989)
- „Der satanarchäolügenialkohöllische Wunschpunsch“, eine Zauberposse nach dem Buch von Michael Ende (1990)
- „Der Mond“, ein kleines Welttheater von Carl Orff nach einem Märchen der Brüder Grimm (1993)
- „Metropolis-Visionen“, eine utopische Geschichte von Udo Sander frei nach Motiven des bekannten Stummfilmklassikers (1997)
- „Das Gauklermärchen“ von Michael Ende, ein Zauberspiel in sieben Bildern mit Musik von Wilfried Hiller (1998)
- „Die Entführung aus dem Serail“, komisches Singspiel von Wolfgang Amadeus Mozart, Libretto von Johann Gottlieb Stephanie d. J. (1999)
- „Wilhelm Busch und die Folgen der Musik“, drei Stücke von Wilhelm Busch mit Musik von Wilfried Hiller (2000)
- „Momo“ nach dem Märchen-Roman von Michael Ende (2002)
- „Ein Sommernachtstraum“, Komödie von William Shakespeare mit Musik von Felix Mendelssohn Bartholdy (2003)
- „Die Schöne und das Biest“, eine Liebesgeschichte nach dem Märchen von Jeanne-Marie Leprince de Beaumont (2005)
- „Der Drache“, eine Märchenkomödie von Jewgenij Schwarz (2007)
- „Jim Knopf und Lukas der Lokomotivführer“ nach dem berühmten Kinderbuchklassiker von Michael Ende (2008)
- „Jim Knopf und die Wilde 13“ nach dem berühmten Kinderbuchklassiker von Michael Ende (2009)
- „Die unendliche Geschichte“ nach dem berühmten Roman von Michael Ende (2012)

## Geschichte
Die Brüder Emanuel (* 1900; † 1967) und Franz (* 1904; † 1977) Zangerle gründeten zunächst 1925 in Köln das „Theater Rheinischer Marionetten“. Den beiden Söhnen einer Schreinerfamilie war der Umgang mit Holz und Werkzeug von klein auf vertraut. Das in Köln ansässige Hänneschen-Theater und diverse Gastspiele anderer Puppenbühnen, vor allem eine Tournee des berühmten Italieners Vittorio Podrecca, regten die Gründer zur Beschäftigung mit dem Puppenspiel an und führten Emanuel Zangerle dazu, aus diesem Grund Theaterwissenschaften und Philologie zu studieren, und schließlich das Puppenspiel zum Beruf zu machen. 
Ein erster fester Standort für ein Theater fand sich in einem Torturm der Kölner Hohenzollernbrücke. Zur Premiere wurde „Dr. Faust“ aufgeführt. Gelegentliches Improvisieren verhalf dem Spiel der Brüder zu einer eigenen Handschrift. Dass beispielsweise der Schnellzug aus Hamburg mitten in der Vorstellung über die Gleise der Brücke donnerte und das Turmtheater erzittern ließ, inspirierte die Zangerles dazu, das Stück mit dem Fahrplan des Zuges zu synchronisieren. So konnten sie auf diese Weise die Höllenfahrt ihres Faust mit dem Getöse des Zuges untermalt eindrucksvoll inszenieren. Hatte der Zug Verspätung, wurde mitunter eine Viertelstunde lang improvisiert.
Mittlerweile verheiratet, bauten die Gründer mit ihren Familien das Theater um die 1930er Jahre in liebevoller Kleinarbeit aus. Das „Theater Rheinischer Marionetten“ empfing seine Gäste in einem prächtigen Foyer mit Garderobe, bot Platz für über 100 Gäste, drei Logen waren vorhanden und eine Drehbühne.
Mit Beginn des Überfalls auf Polen zog eine Wachkompanie in die Räumlichkeiten. Emanuel und Franz Zangerle wurden stattdessen mehrfach abkommandiert, für Soldaten an der Westfront zu spielen, bis sie in einer Bombennacht ihr Zuhause verloren und nach Frankfurt evakuiert wurden.
Aus der Gefangenschaft entlassen, fanden sich die zwischendurch getrennten Familien in Steinau/Spessart wieder zusammen. Im Schloss des Grafen von Hanau fand die Familie den geeigneten Standort für einen Neubeginn. Nach drei Jahren war auch hier in den ehemaligen Pferdeställen des Anwesens ein neues Marionettentheater entstanden. Die Faust-Premiere wurde im Programmheft mit „Das Spiel der künstlichen Menschen an Fäden“ beworben.
1954 gelang es der ganzen Familie, wieder ins Rheinland überzusiedeln, diesmal nach Düsseldorf. Dort wurde das Theater 1956 zunächst in der Wallstraße 33 ansässig. Unterstützt wurden sie mittlerweile auch durch den damals 14-jährigen Winfred Zangerle, Sohn von Emanuel und Elisabeth. Der Neuanfang gestaltete sich mühsam. Die Ehefrauen Elisabeth und Louise verdienten in ihren erlernten Berufen den Lebensunterhalt und das finanzielle Fundament für die neue Spielstätte, die die Männer zeitgleich aufbauten. Endlich spielbereit, gab es zur Premiere des „Freischütz“ auch eine technische Neuerung. Man musste die Texte nicht mehr selber sprechen oder Sprecher und Sänger engagieren: „Schallplatten singen für Max“ bemerkte die Neue Rhein Zeitung 1957 zur Premiere. 
Bis 1964 wurde eine Reihe hochwertiger Neuinszenierungen  gezeigt, deren Autor Emanuel Zangerle war. Das Theater war etabliert; mit einem Repertoire von mittlerweile zehn Stücken und großem Publikumszuspruch war das Unternehmen auch finanziell tragfähig. Als allerdings durch Bauarbeiten auf dem Nachbargrundstück eine Wand des Theaters beschädigt wurde, mussten die Behörden eine Schließung anordnen. 1966 stand dann der fünfte und letzte Neuanfang an. Das Theater zog in die Räume im Palais Wittgenstein. „Ein Platz, wie ich ihn mir schöner und würdiger nicht vorstellen kann“ urteilte Emanuel Zangerle, der jedoch schon 1967 an seinem 67. Geburtstag verstarb. Von da an führte Winfred Zangerle (* 1942; † 1980), mittlerweile auch verheiratet, zunächst gemeinsam mit seinem Onkel Franz, der sich 1973 in den Ruhestand zurückzog, das Marionetten-Theater fort. Die Stadt Düsseldorf würdigte die Arbeit der Marionettenbühne 1975 mit dem Förderpreis für Literatur an Winfred Zangerle, als Anerkennung seiner „besonderen künstlerischen Leistung“, wie es in der Urkunde hieß. Eine künstlerische Besonderheit war, dass Mensch und Marionette oft gleichzeitig auf der Bühne als Partner miteinander agierten. Erstmals in dieser Weise trat Winfred Zangerle in seinem szenischen Stück „Wir sind aus gutem Holz geschnitzt“ mit seiner Marionette Marcel Marceau interaktiv auf.

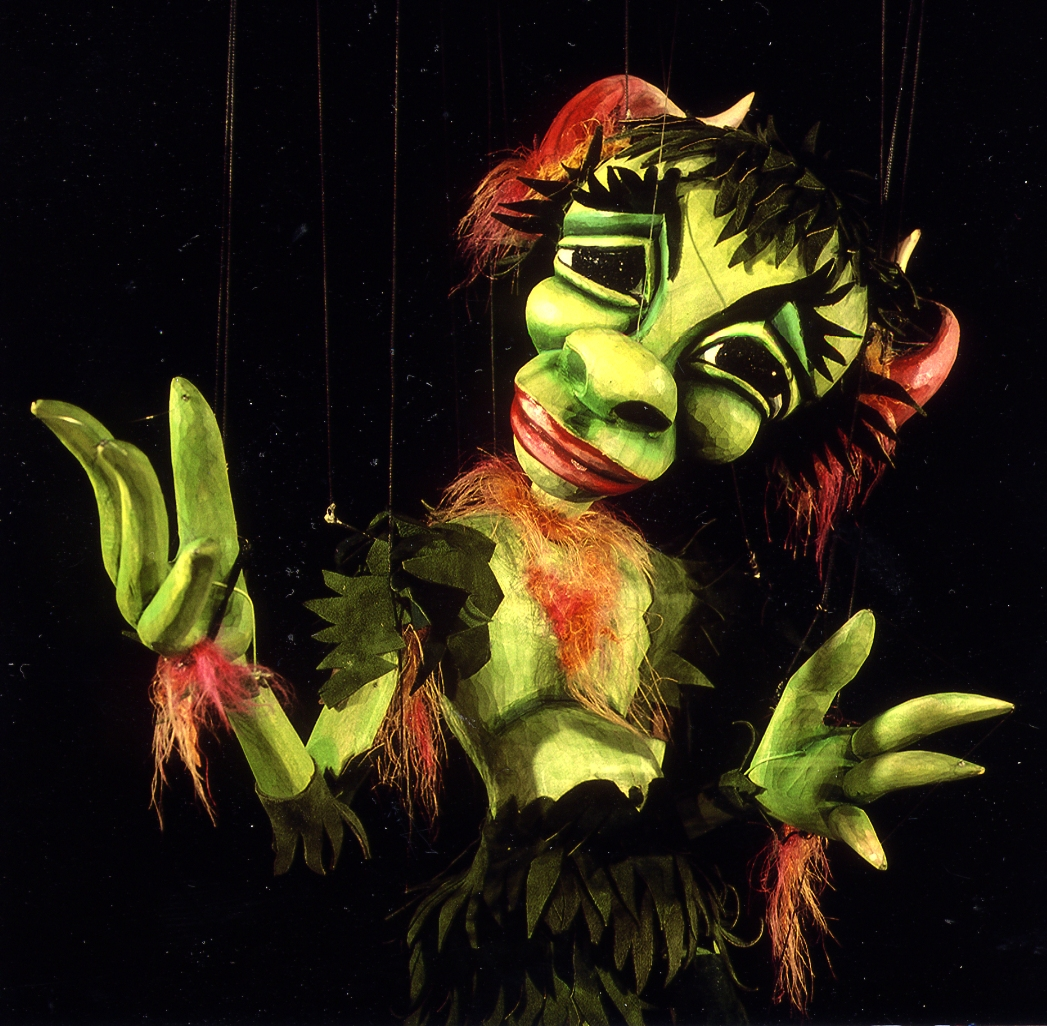
Von Anton Bachleitner gestaltete Puck-Marionette

Den Höhepunkt seines Schaffens stellte 1977 die Premiere des kleinen Prinzen von Saint-Exupéry dar. Winfred Zangerle spielte den Piloten, dem der kleine Prinz begegnet. Am Ende des Stücks trat er durch den Seitenvorhang und hielt den Schlussepilog. Dieses Programm kam auf 333 Aufführungen, bis Winfred Zangerle am 29. August 1980 37-jährig verstarb. Das Theater blieb zunächst im Familienbesitz unter Winfred Zangerles Witwe Ursula als Inhaberin und kaufmännischer Leiterin. 1981 kam Anton Bachleitner (* 1956 in Bad Tölz) als neuer künstlerischer Leiter zum „Theater Rheinischer Marionetten“ nach Düsseldorf und etablierte bald seinen persönlichen Figurentheater-Stil. Da auf Dauer die Interessen von Anton Bachleitner und Ursula Zangerle nicht zu vereinbaren waren, verließ Bachleitner das Theater Ende 1984, um sich selbstständig zu machen. Im Dezember 1985 übergab die Stadt Düsseldorf das Marionetten-Theater an Anton Bachleitner als neuem künstlerischem Leiter und Geschäftsführer, das dieser bereits im Januar 1986 – umbenannt in „Düsseldorfer Marionetten-Theater“ – wiedereröffnete.
Die Inszenierungen der Familie Zangerle seit 1956 (nicht mehr im Repertoire des Düsseldorfer Marionetten-Theaters):
Unter der Leitung von Emanuel und Franz Zangerle:
- Dr. Faust, das alte Volksschauspiel (auch bereits in Köln und in Steinau aufgeführt)
- Der Freischütz Romantische Oper von Carl Maria von Weber (1957)
- Der zerbrochene Krug Lustspiel von Heinrich von Kleist (1958)
- Die Entführung aus dem Serail Singspiel von Mozart (1959)
- Die Kluge von Carl Orff (1960)
- Das Apostelspiel von Max Mell / Die Kaffeekantate von J. S. Bach (1961)
- Der betrogene Kadi von Chr. W. von Gluck / Bastien und Bastienne von W.A. Mozart (1962)
- Der Verschwender von F. Raimund (1964)

Unter der Leitung Winfred Zangerles:
- Hänsel und Gretel von Engelbert Humperdinck (1968)
- Lumpazivagabundus von Nestroy (1969)
- Circus Marionetti von Irmhild Radtke (1970)
- Die Dreigroschenoper von Bertolt Brecht (1971)
- Frühere Verhältnisse von Nestroy / Die Magd als Herrin von Pergolesi (1972)
- Wir sind aus gutem Holz geschnitzt  Szenenprogramm mit Louis Armstrong, Yehudi Menuhin, Rudolf Nurejew, Marcel Marceau und Charlie Chaplin auf Rollschuhen von Winfred Zangerle (1973)
- Der Bajazzo von Ruggiero Leoncavallo (1974)
- Kalif Storch Märchen nach Hauff (Diether Krebs verlieh dem Zauberer seine Stimme)(1976)
- Der kleine Prinz Antoine de Saint-Exupéry (1977)
- Schaut her … wir sind’s von Winfred Zangerle (1979)
- Zwerg Nase Märchen nach Hauff (1979)

Gastspiele fanden 1974 in Wien, 1975 in Moskau, wo der Nurejew-Marionette die Einreise verweigert wurde, 1975 beim Pupteatra Internacia Festivalo in Esperanto / International Puppet Theatre Festival - PIF in Zagreb und Ljubljana, 1977 in Zürich und Luzern sowie 1980 beim Welt-Puppenfestival in Washington D. C. statt.
Seit 1982 kam es mittels einer Reisebühne auch zu Auftritten außerhalb Düsseldorfs, so zum Beispiel in München, Wien, Nagoya, Warschau, Katowice, Moskau, Jakarta, Vancouver während der Expo 1986 und in einer Uraufführungsreihe im Deutschen Pavillon auf der Expo 2000 in Hannover.